# Judiska församlingen i Helsingfors

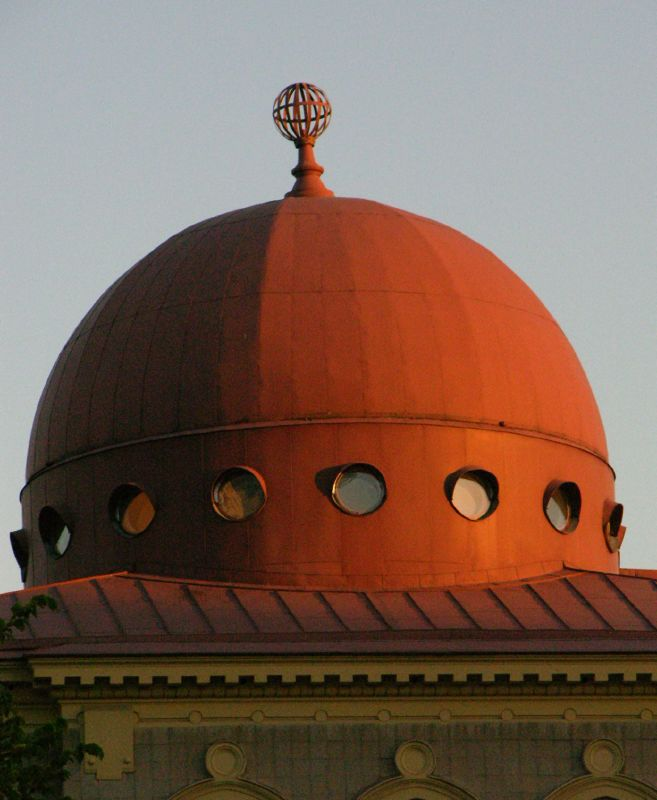
Kupolen på synagogan i Kampen, tillhörande judiska församlingen i Helsingfors

Judiska församlingen i Helsingfors (finska: Helsingin juutalainen seurakunta  ) är ett registrerat trossamfund som har funnits sedan slutet av 1800-talet.

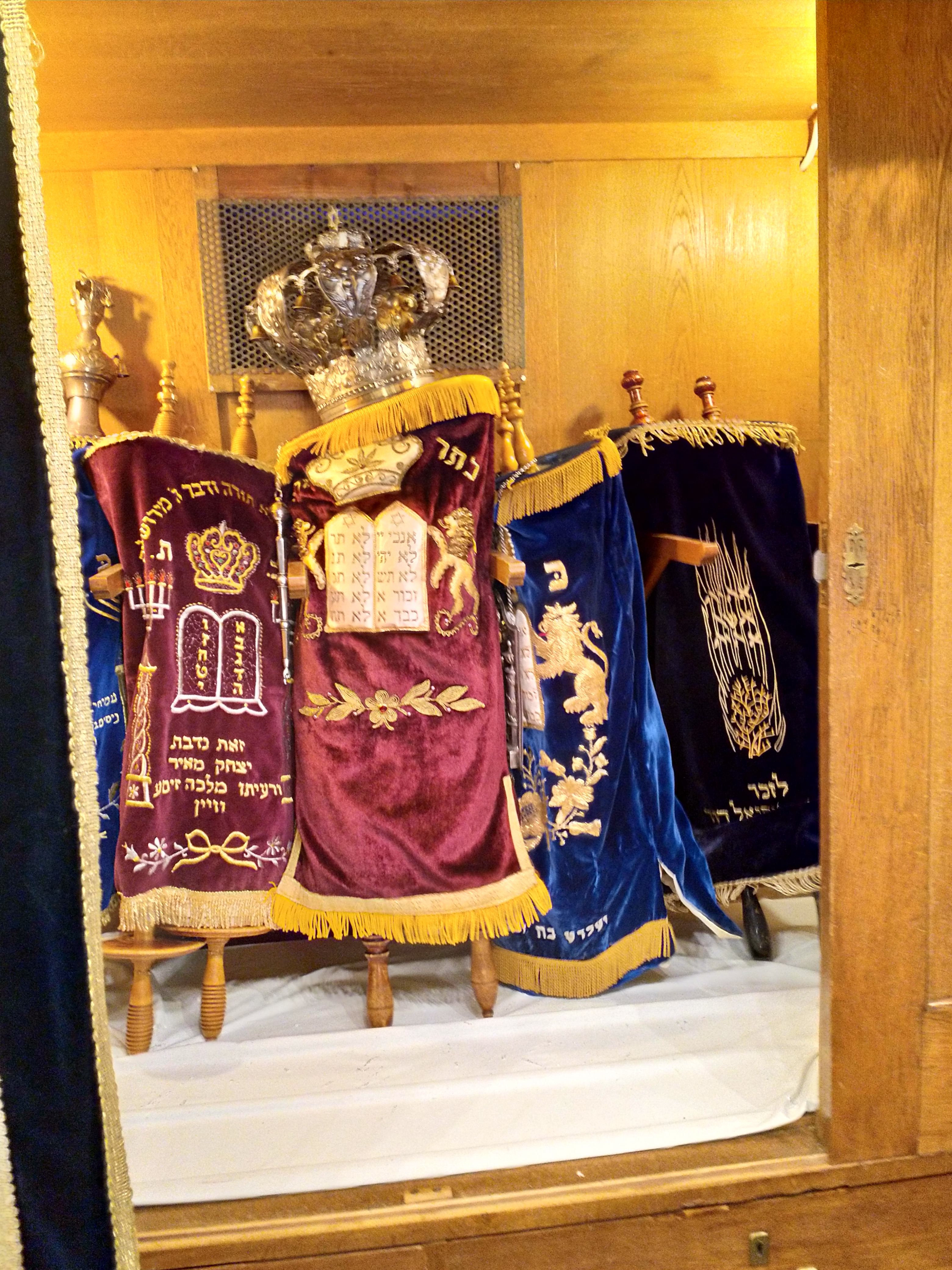
Torarullar från Helsingfors judiska församling

Församlingens centrum ligger på Malmgatan, i stadsdelen Kampen i Helsingfors, där det finns en synagoga (färdig 1906) och en församlingscentral (färdig 1961). I centrumet finns judiskt dagis, skola, bibliotek och äldreboende. Församlingen har två judiska kyrkogårdar, varav den nyaste är Helsingfors judiska kyrkogård, färdigställd på 1890-talet. Bredvid synagogan hade församlingen även en judisk livsmedelsbutik, Zaafran & Co ,   vars verksamhet sedermera upphört. Det finns klubbar och föreningar i anslutning till församlingen, bland annat Hazamirkören. Församlingen ger ut tidningen HaKehila som kommer ut fem gånger om året.
Församlingen leds av Yaron Nadbornik.
Församlingens paraplyorganisation är de finska judiska församlingarnas centralråd, som har nio medlemmar, varav sex är medlemmar i Helsingfors judiska församling. Fram till början av november 2021 var Simon Livson, född i Finland, församlingens rabbin.